# プブリウス・コルネリウス・ルフィヌス (紀元前290年の執政官)
プブリウス・コルネリウス・ルフィヌス（ラテン語: Publius Cornelius Rufinus、生没年不明）は紀元前4世紀末から紀元前3世紀初頭の共和政ローマの政治家・軍人。紀元前290年と紀元前277年に執政官（コンスル）を務めた。

## 出自
パトリキ（貴族）であるコルネリウス氏族の出身。紀元前333年の独裁官プブリウス・コルネリウス・ルフィヌスが父と思われる。しかし、カピトリヌスのファスティには、父のプラエノーメン（第一名、個人名）はグナエウス、祖父がプブリウスとされている。
息子（または孫）はユピテル神殿の神官を務め、コグノーメン（第三名、家族名）をスッラとしてプブリウス・コルネリウス・スッラと名乗った。彼のひ孫が独裁官ルキウス・コルネリウス・スッラである。

## 経歴
ルフィヌスに関する最初の記録は紀元前290年のものである。この年にルフィヌスは執政官に就任している。同僚執政官はマニウス・クリウス・デンタトゥスであった。両執政官共にサムニウムと戦うために出征したが、いくつかの戦いで勝利を収め、第三次サムニウム戦争を終結させた。講和を行うにあたり、ローマとサムニウムの正式な同盟が復活され、サムニウムの領土も保全された。凱旋式のファスティのこの部分は欠落しているが、アウレリウス・ウィクトルの『皇帝伝』によるとデンタトゥスはこの戦争の後に凱旋式を実施している。大プリニウスはルフィヌスが凱旋式を実施したと二度記載していることから、ルフィヌスも同じく凱旋式を実施したと思われる。
いくつかの資料で、フフィヌスは独裁官（ディクタトル）に就任したとされているが、年代は不明である。おそらくは、カピトリヌスのファスティが欠落している紀元前284年から紀元前279年の間と思われる。
紀元前278年頃までには、ルフィヌスは勇敢な軍事指揮官ではあるが強欲であるとの評判を得ていた。紀元前280年にターレス（現在のターラント）の要請を受けたエペイロス王ピュロスがイタリア半島に侵攻してきたこともあり、紀元前277年に二度目の執政官に就任した。同僚執政官はガイウス・ユニウス・ブブルクス・ブルトゥスであった。古代の作家は、政敵であるガイウス・ファブリキウス・ルスキヌスがルフィヌスを支持したとする「君は私に感謝する必要は無い。強盗に合うほうが（ピュロスの）奴隷として売られるよりはましだ」。このときピュロスはシケリアに移動していたが、この間に両執政官はピュロスと同盟したサムニウムに攻め込んだ。しかしクラニタ丘の戦いで敗北、両執政官はお互いを非難し、その後共同して戦うことは無かった。ルフィヌスはルカニアとブルッティウムを攻撃し、その後反乱を起こしていたクロトン（現在のクロトーネ）へ向かった。しかしクロトンにはピュロスがイタリアに残した守備部隊が入っておりルフィヌスは敗北する。そこでルフィヌスはロクリスに向かうという偽情報を流し、守備部隊がロクリス救援に向かった後にクロトンに引き返し、これを占領した。但し、凱旋式を実施したのはブルトゥスのみであり、現代の歴史家はルフィヌスの勝利に対して疑問を呈している。
ルフィヌスに関するもっとも有名な逸話は、「反贅沢法」に違反したとして、紀元前275年に監察官（ケンソル）に就任したガイウス・ファブリキウス・ルスキヌスにより、元老院から追放されたことである。彼の家には10ポンドの銀製品があった

## 参考資料

### 古代の資料
- アウレリウス・ウィクトル『皇帝伝』
- ルキウス・アンナエウス・フロルス『戦史梗概』
- ウァレリウス・マクシムス『著名言行録』
- アウルス・ゲッリウス『アッティカ夜話』
- フラウィウス・エウトロピウス『首都創建以来の略史』
- ハリカルナッソスのディオニュシオス『ローマ古代誌』
- ティトゥス・リウィウス『ローマ建国史』
- ガイウス・プリニウス・セクンドゥス『博物誌』
- プルタルコス『対比列伝』
- マルクス・トゥッリウス・キケロ『弁論家に関して
- セクストゥス・ユリウス・フロンティヌス『戦術論』
- カピトリヌスのファスティ

### 現代の研究書
- Broughton T. Magistrates of the Roman Republic. - New York, 1951. - Vol. I. - 600 p.
- Mommsen T. History of Rome. - Rostov-on-Don: Phoenix, 1997. - T. 2. - 640 p. - ISBN 5-222-00047-8 .
- Cornelius 302 // RE. - 1900. - T. IV, 1 . - P. 1422-1424 .
- Cornelius 376 // RE. - 1900. - T. IV, 1 . - P. 1513 - 1515 .